# Vincent Gaddis
Pour les articles homonymes, voir Gaddis.
Vincent Gaddis (28 décembre 1913 - 26 février 1997) est un écrivain et journaliste américain, passionné d'énigmes et de mystères. En février 1964, il forgea en couverture du magazine Argosy l'expression « Triangle des Bermudes ». Il popularisa beaucoup de phénomènes paranormaux dans un style narratif proche de celui de Charles Hoy Fort. 
Dans son livre Invisible Horizons, il a abordé le cas resté mystérieux du navire hollandais Ourang Medan.
Ce livre fut publié en France sous le titre suivant: "Les vrais mystères de la Mer" aux éditions France-Empire. Son approche sur l'histoire du célèbre navire le Mary Céleste (p. 176 - 196)  donne aux lecteurs une part de réalité étonnante contrairement aux théories plus ou moins loufoques avancées sur son aventure peu ordinaire. Également agrémenté d'histoires toutes aussi extraordinaires que dépassant les limites de la réalité, l'auteur a eu la bonne idée de faire figurer au début de son livre une carte du monde numérotée d'emplacement des divers cas qu'il raconte. 

## Publications
- Winona Lake: A Memory and A Vision, 1949
- Invisible Horizons: True Mysteries of the Sea, 1965
- Mysterious Fires and Lights, 1967
- Wide World of Magic, 1967
- Strange World of Animals and Pets, 1970
- The Curious World of Twins, 1972
- Courage in Crisis: Dramatic Tales of Heroism in the Face of Danger, 1973
- American Indian Myths and Mysteries, 1977,  (ISBN 0880297557)
- Gold Rush Ghosts, 1990,  (ISBN 0945685068)